# كارل ويليام
كارل ويليام (بالدنماركية: Karl William)‏ هو كاتب أغاني ومغني دنماركي، ولد في 1995.

## وصلات خارجية
- كارل ويليام على موقع ميوزك برينز (الإنجليزية)
- كارل ويليام على موقع أول ميوزيك (الإنجليزية)
- كارل ويليام على موقع ديسكوغز (الإنجليزية)